# Anthony Zee

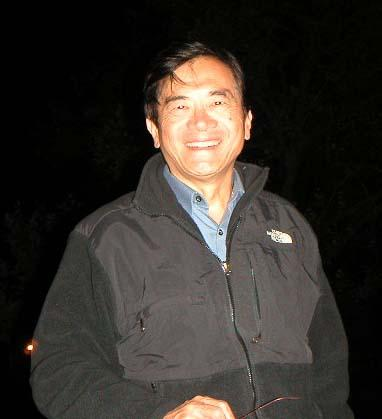
Anthony Zee

Anthony Zee (* 7. Juni 1945 in Kunming in Republik China) ist ein chinesisch-US-amerikanischer theoretischer Physiker, der sich vor allem mit Quantenfeldtheorie und Elementarteilchenphysik beschäftigt.

## Leben und Wirken
Zee ging in São Paulo in eine katholische Schule und studierte in Princeton und Harvard, wo er 1970 in theoretischer Physik bei Sidney Coleman mit der Arbeit Asymptotic symmetry, duality, and electromagnetic masses promovierte (er machte nie seinen Masterabschluss, erhielt aber 1978 einen Honorary Master der University of Pennsylvania). 1970 bis 1972 und 1977/78 war er am Institute for Advanced Study und 1972/73 an der Rockefeller University. 1973 bis 1978 war er Sloan Research Fellow und an der Princeton University. Zee war von 1978 bis 1980 Associate Professor an der University of Pennsylvania und von 1980 bis 1985 an der University of Washington.
Zurzeit ist er Professor am Kavli Institute for Theoretical Physics und an der University of California at Santa Barbara, wo er seit 1985 ist.
Zee hat über 200 Veröffentlichungen über Teilchenphysik (u. a. GUTs und Protonzerfall, Baryonenerzeugung, Neutrinophysik), Quantenfeldtheorien (Anomalien u. a.), Physik der kondensierten Materie (Hochtemperatur-Supraleitung, Quanten-Hall-Effekt, Anyon-Theorie), Theorie der Zufallsmatrizen und ungeordneten Systeme sowie Biophysik (Ausbreitung von Krankheiten, RNA-Faltung u. a.) geschrieben. In den 1970er Jahren verfasste er auch u. a. mit Frank Wilczek frühe Arbeiten über die Konsequenzen der asymptotischen Freiheit der Quantenchromodynamik und über Zerfälle von Hadronen mit den damals gerade entdeckten schweren Quarks (Charm Quark).
Zee schrieb auch ein Lehrbuch der Quantenfeldtheorie, mit dem er das Ziel verfolgt, sich auf Wesentliches zu beschränken.
2014 wurde er in die American Academy of Arts and Sciences gewählt.

## Schriften
- Magische Symmetrie- die Ästhetik in der modernen Physik. Insel Taschenbuch, Frankfurt 1993, ISBN 3-458-33201-4, englisch Fearful Symmetry. Princeton University Press, ISBN 978-0-691-00946-9.
- An Old Man’s Toy – gravity at work and play in Einsteins Universe. Oxford University Press, ISBN 978-0-02-633440-2 (auch als „Einstein’s Universe“ bei OUP).
- Swallowing Clouds. University of Washington Press, ISBN 978-0-671-74724-4 (über chinesische Kultur).
- als Mitautor und Herausgeber: Unity of forces in the Universe. World Scientific 1982, 2 Bände (Reprint Volume über GUTs, mit einleitender Vorlesung von Zee)
- Quantum Field Theory in a Nutshell. Princeton University Press, 2003, ISBN 978-0-691-01019-9.
- On Gravity. A brief tour of a weighty subject, Princeton UP 2018